# 영녕릉
영릉(英陵)과 영릉(寧陵)은 대한민국 사적 제195호로, 조선 제4대 세종과 그 비 소헌왕후(昭憲王后)의 능인 영릉(英陵)과 제17대 효종과 그 비 인선왕후(仁宣王后)의 능인 영릉(寧陵)을 합쳐서 부르는 이름이다. 1970년 5월 27일 대한민국의 사적 제195호 영릉·녕릉으로 지정되었다가, 2011년 7월 28일 여주 영릉(英陵)과 영릉(寧陵)으로 명칭이 변경되었다.
경기도 여주시 세종대왕면 왕대리에 있다. 두 개의 왕릉은 700m 거리를 두고 있는데, 이를 잇는 오솔길은 짧지만 조붓한 흙길이라 정감이 있고, 숲이 아늑하고 한산해 걷기 좋다. 5월 중순부터 10월 초까지만 산책로로 개방한다. 약간의 오르막과 약간의 내리막이 반복되는 길이라 가볍게 걸을 만하고, 이리 휘고 저리 돌며 길이 이어져 있다.

## 영릉(英陵)
영릉(英陵)은 조선 제4대 세종과 그 비 소헌왕후(昭憲王后)의 동봉이실합장릉이다. 조선왕릉 최초의 합장릉이다.

## 영릉(寧陵)
영릉(寧陵)은 조선 제17대 효종과 그 비 인선왕후(仁宣王后)의 무덤을 좌우로 나란히 하지 않고 아래·위로 만든 동원상하릉으로 쌍릉 형식을 취하고 있다.

## 특징
- 영릉 전시관의 여러 유물이 다른 박물관으로 이전되었다.
  - 창덕궁 측우대(昌德宮測雨臺): 보물 제844호. 서울특별시 종로구 궁중유물전시관으로 이전
  - 앙부일구(仰釜日晷): 보물 제845호. 서울시 종로구 세종로 국립고궁박물관으로 이전
- 효종의 능인 영릉(寧陵)이 바로 옆에 위치한 세종의 능인 영릉(英陵)과 음이 같아 혼동이 되어서, 효종의 영릉을 녕릉으로 읽기도 한다.
- 잘 단장된 영릉(英陵)과 달리 바로 곁에 있음에도 불구하고 영릉(寧陵)은 찾는 이가 적어 비교적 조용한 편이다.[2] :91

## 관람 안내

### 관람시간
| 3월 ~ 10월    | 3월 ~ 10월    | 11월 ~ 2월    | 11월 ~ 2월    |
| ------------- | ------------- | ------------- | ------------- |
| 매표          | 관람          | 매표          | 관람          |
| 09:00 ~ 18:00 | 09:00 ~ 18:30 | 09:00 ~ 17:00 | 09:00 ~ 17:30 |

※휴관일: 매주 월요일

### 관람요금
| 구분                              | 개인  | 단체              |
| --------------------------------- | ----- | ----------------- |
| 대인 (만 19세 이상, 만 64세 이하) | 500원 | 400원 (10인 이상) |
| 소인 (만 7세 이상, 만 18세 이하)  | 300원 | 200원 (10인 이상) |

※ 카드결제 가능

### 무료관람 대상자
- 만6세 이하 어린이
- 만65세 이상 노인한복을 착용한 자 (신정·설날 및 추석연휴에 한함)
- 국빈 및 그 수행자 - 외교사절단 및 그 수행자
- 공무수행을 위하여 출입하는 자
- 학생인솔 등 교육활동을 위해 입장하는 초·중·고 교원(유치원교사 포함)
- 장애인복지법상의 장애인
- 국·공립기관에서 정양 중에 있는 상이군경
- 국가유공자 등 법령에 의하여 입장료가 면제된 자
- 기타 문화재청장 또는 당해 유적관리기관의 장이 인정하는 자
- 둘째·넷째 토요휴업일 소인(여름방학기간 7.21 ~ 8.20 / 겨울방학기간 12.21 ~ 1.31 제외)

### 관람소요시간
- 세종 영릉 - 30분
- 효종 영릉까지 - 1시간 30분(산책로 이용시)

## 갤러리

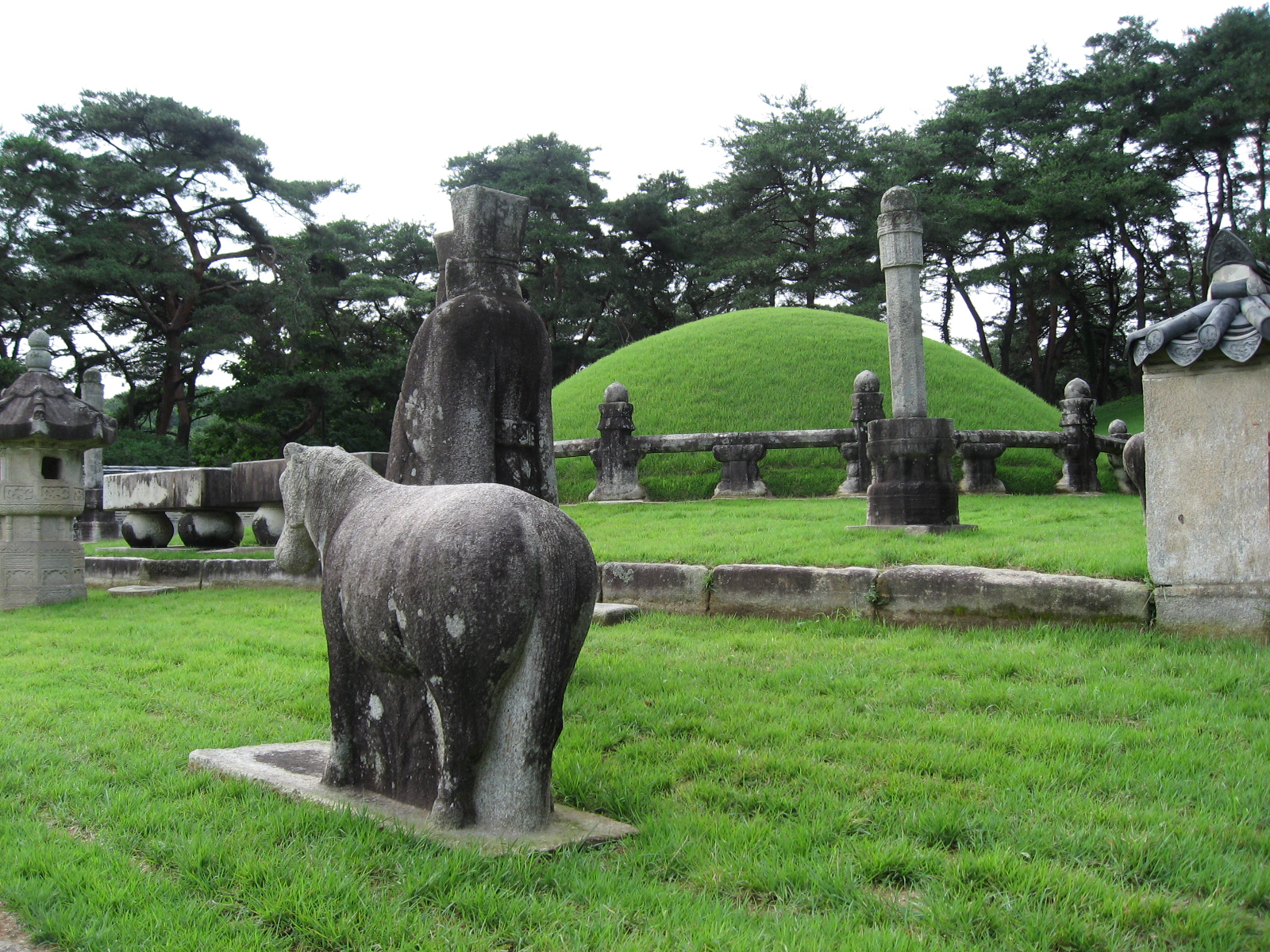

#### 효종대왕 영릉

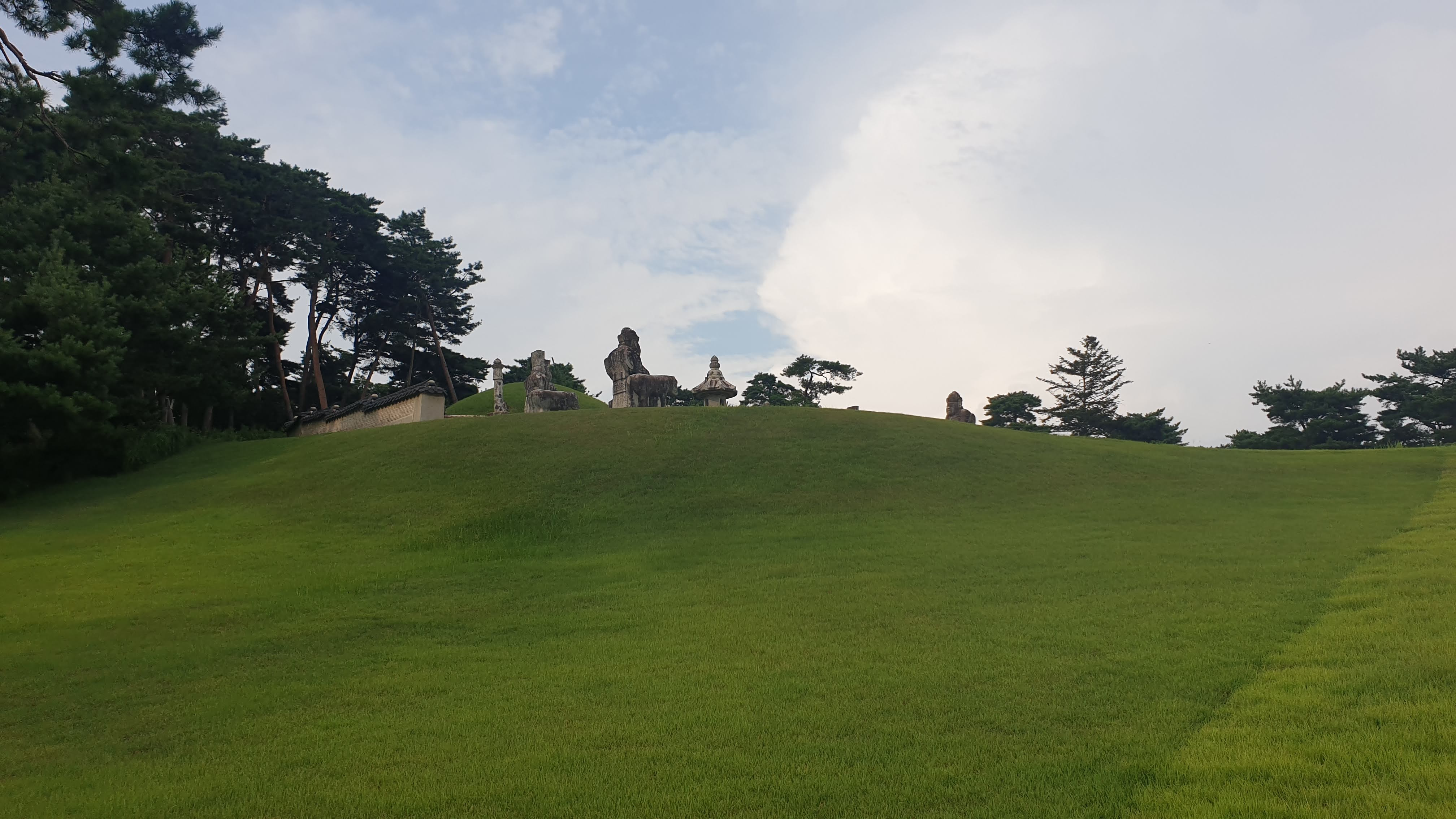
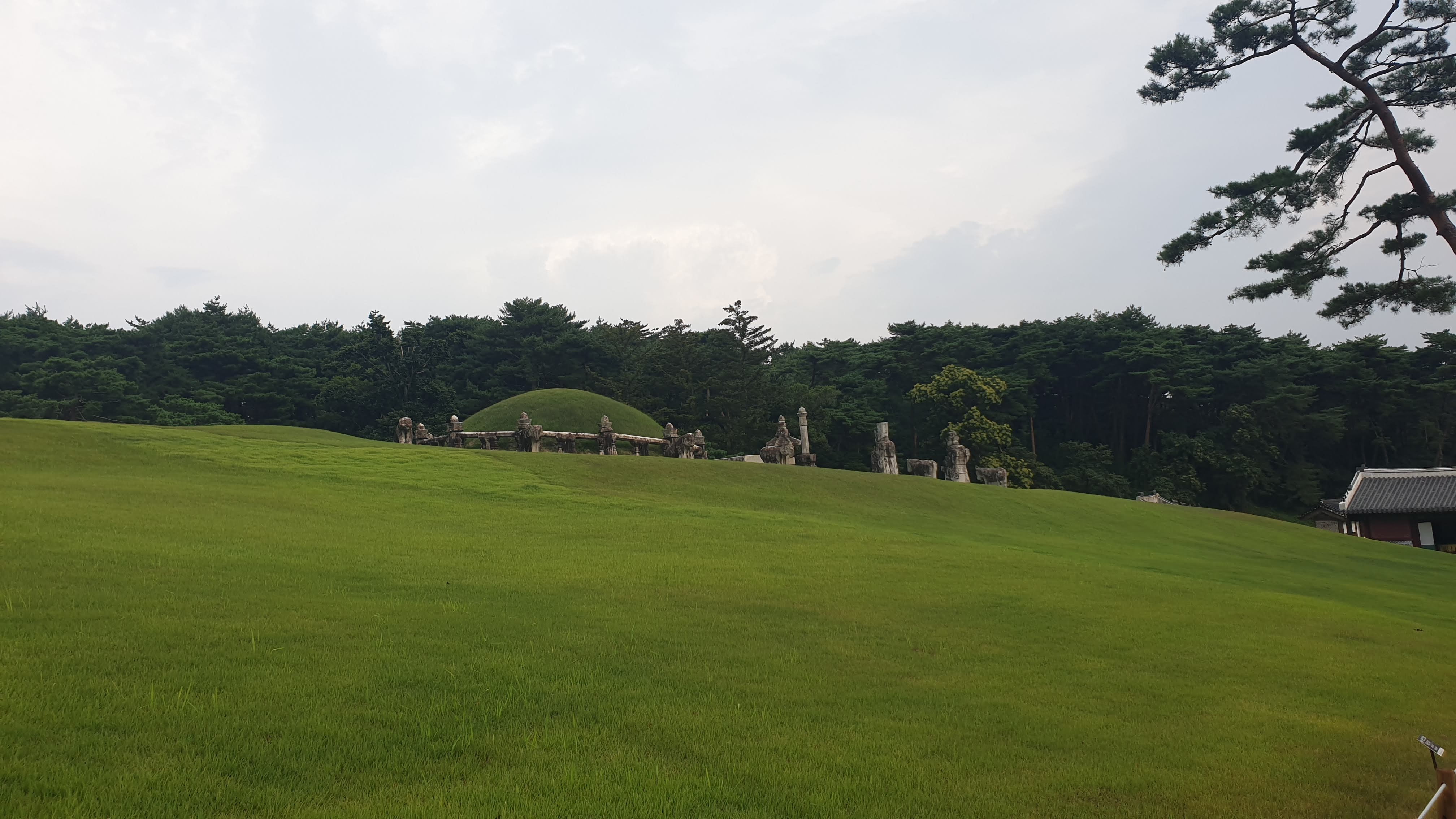
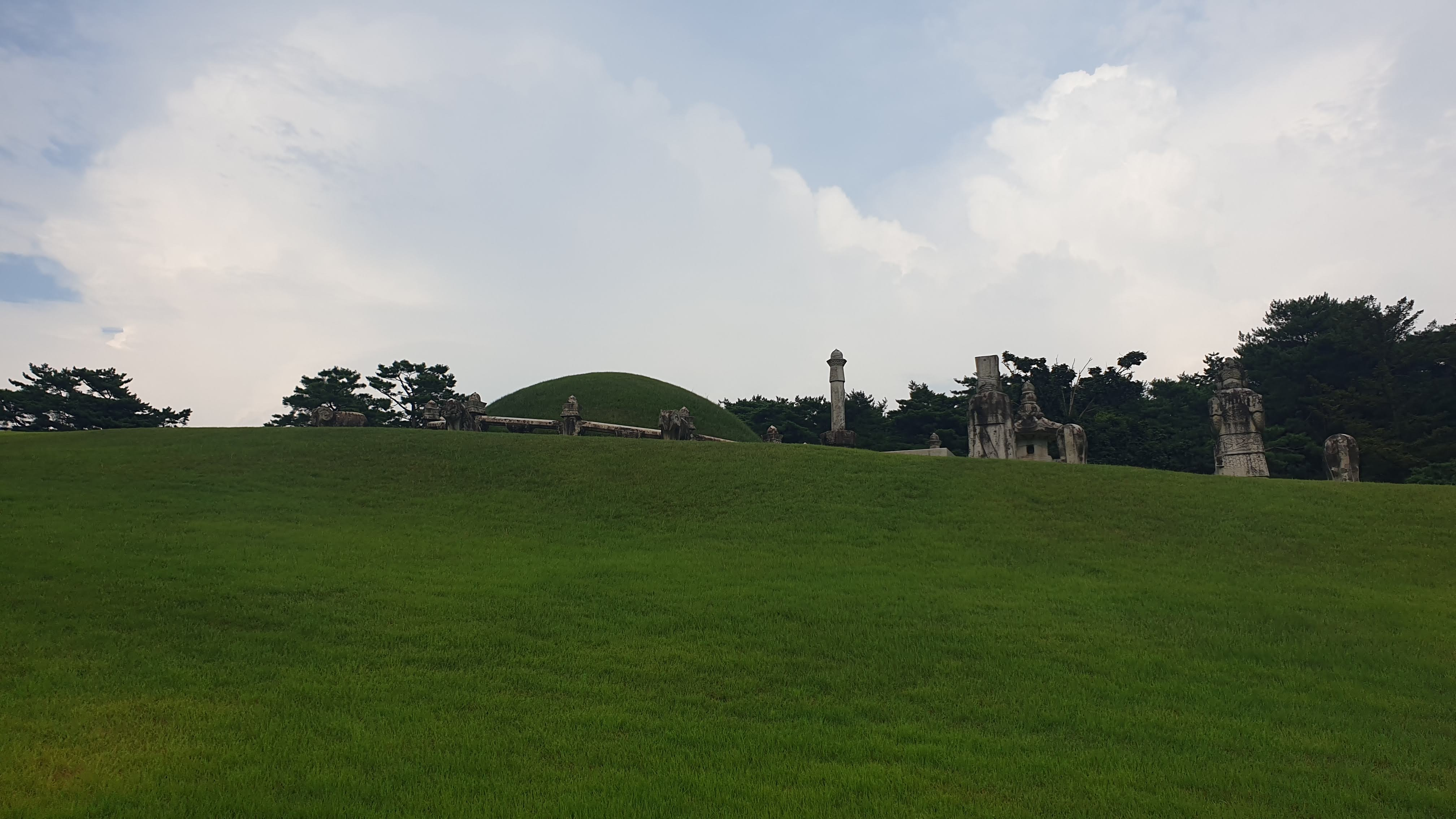
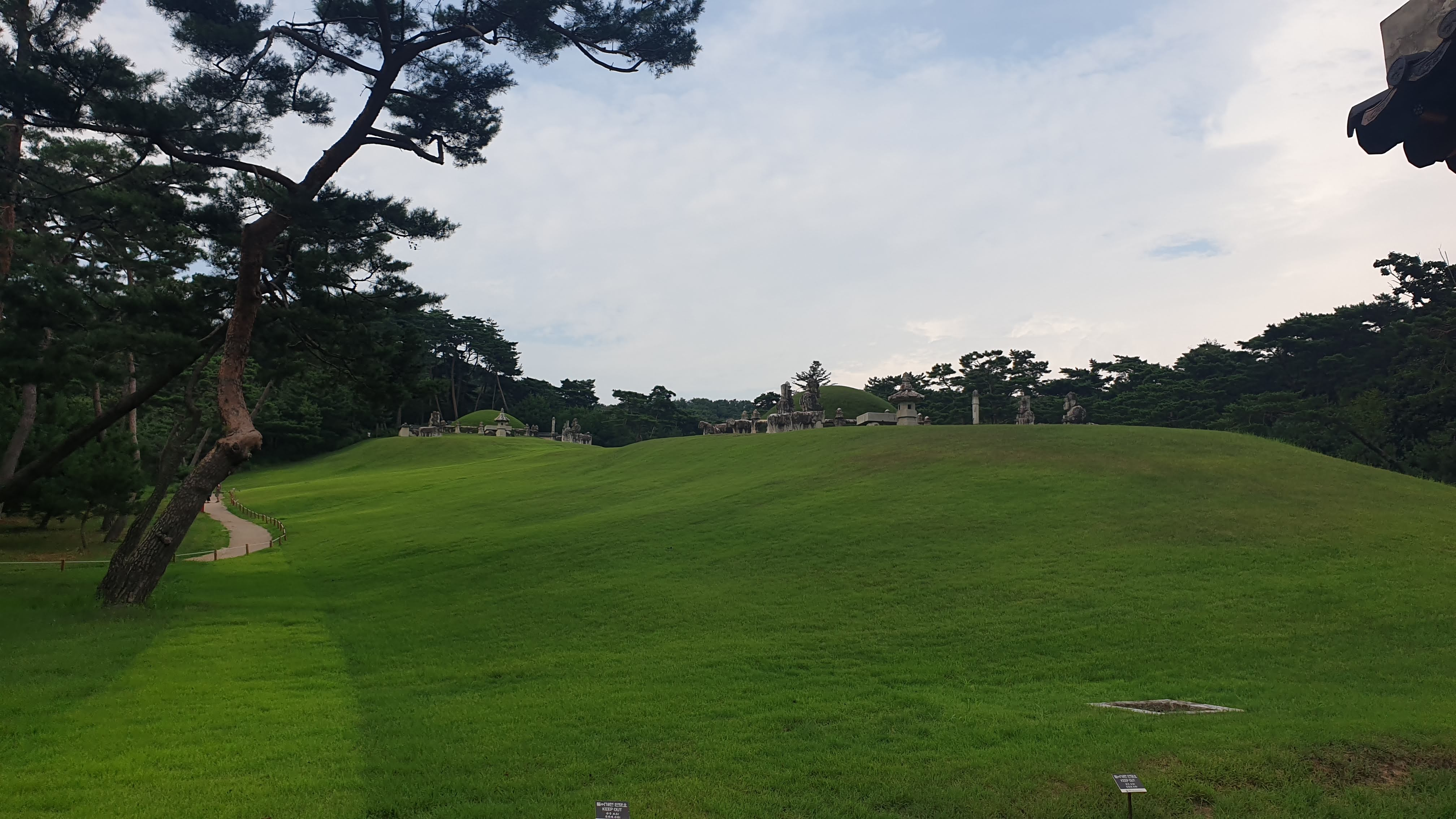
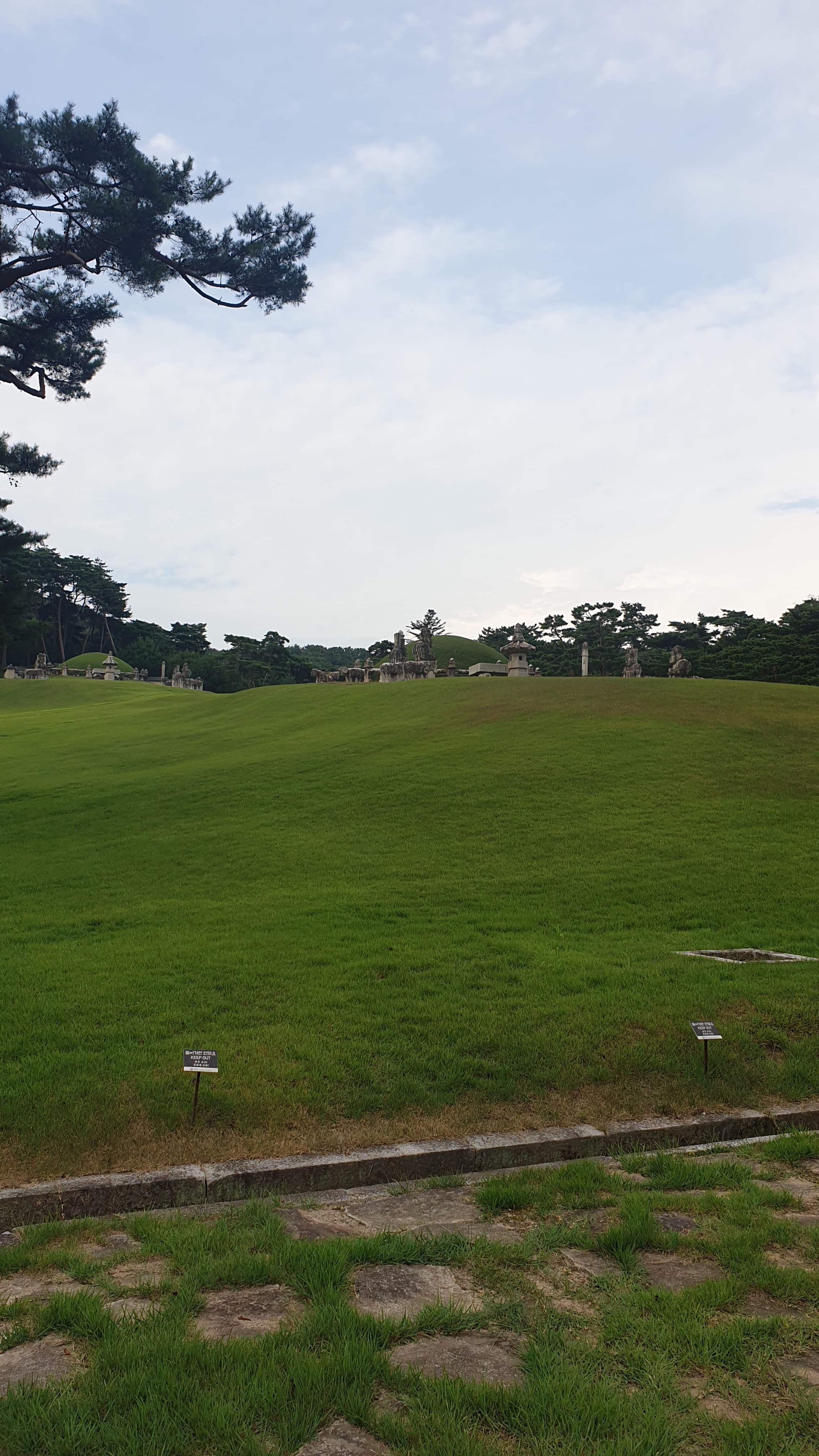
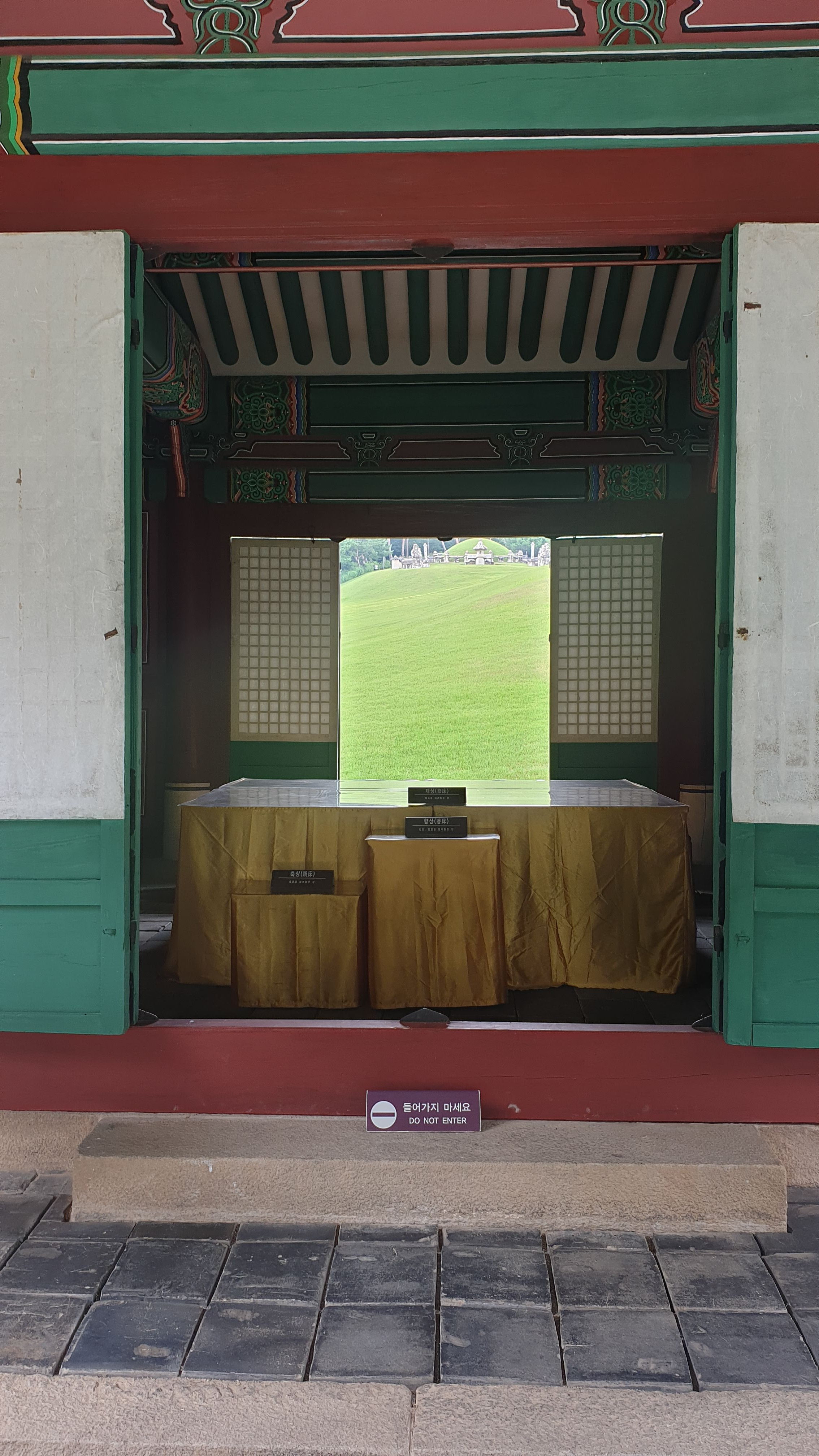
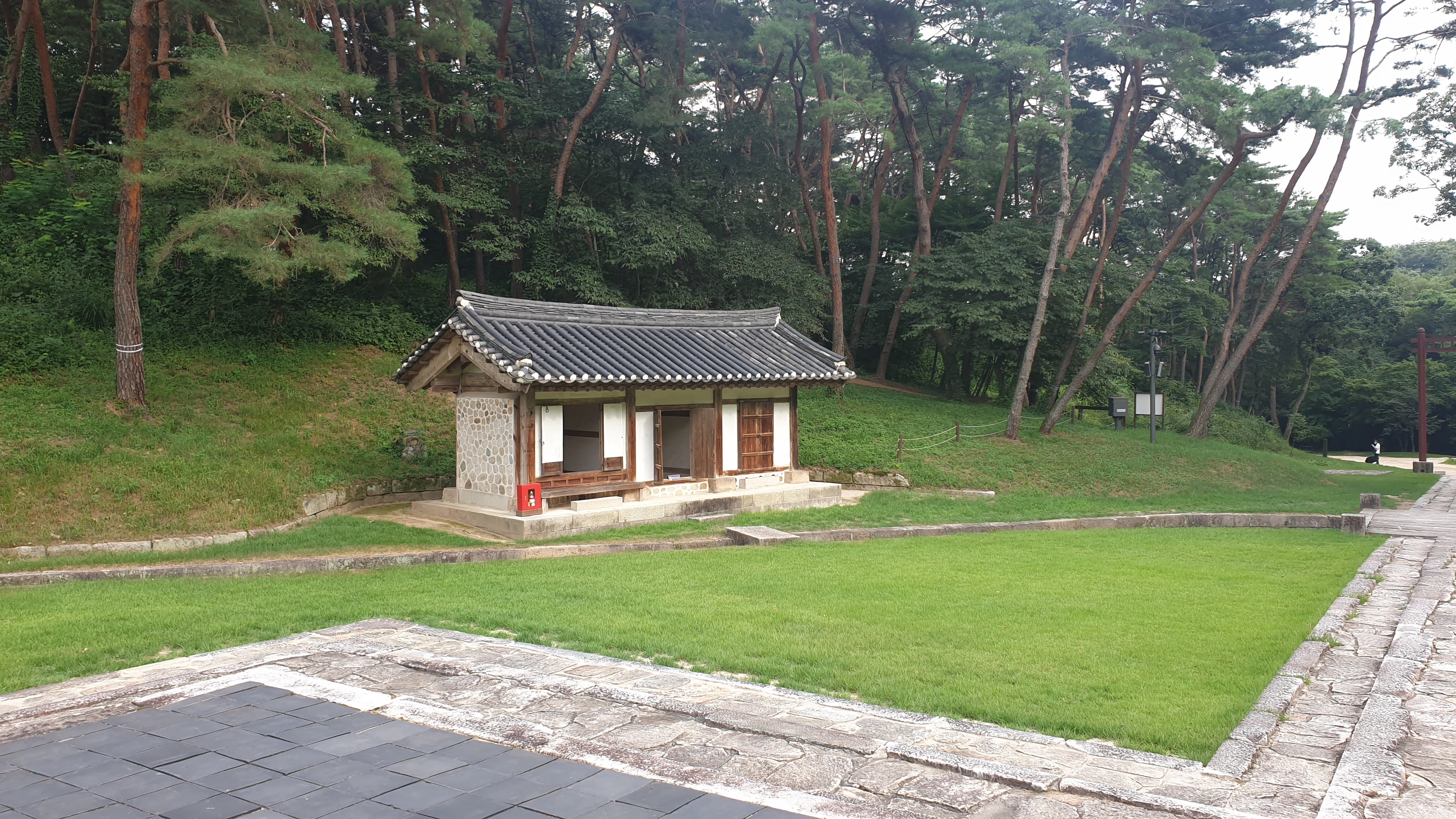
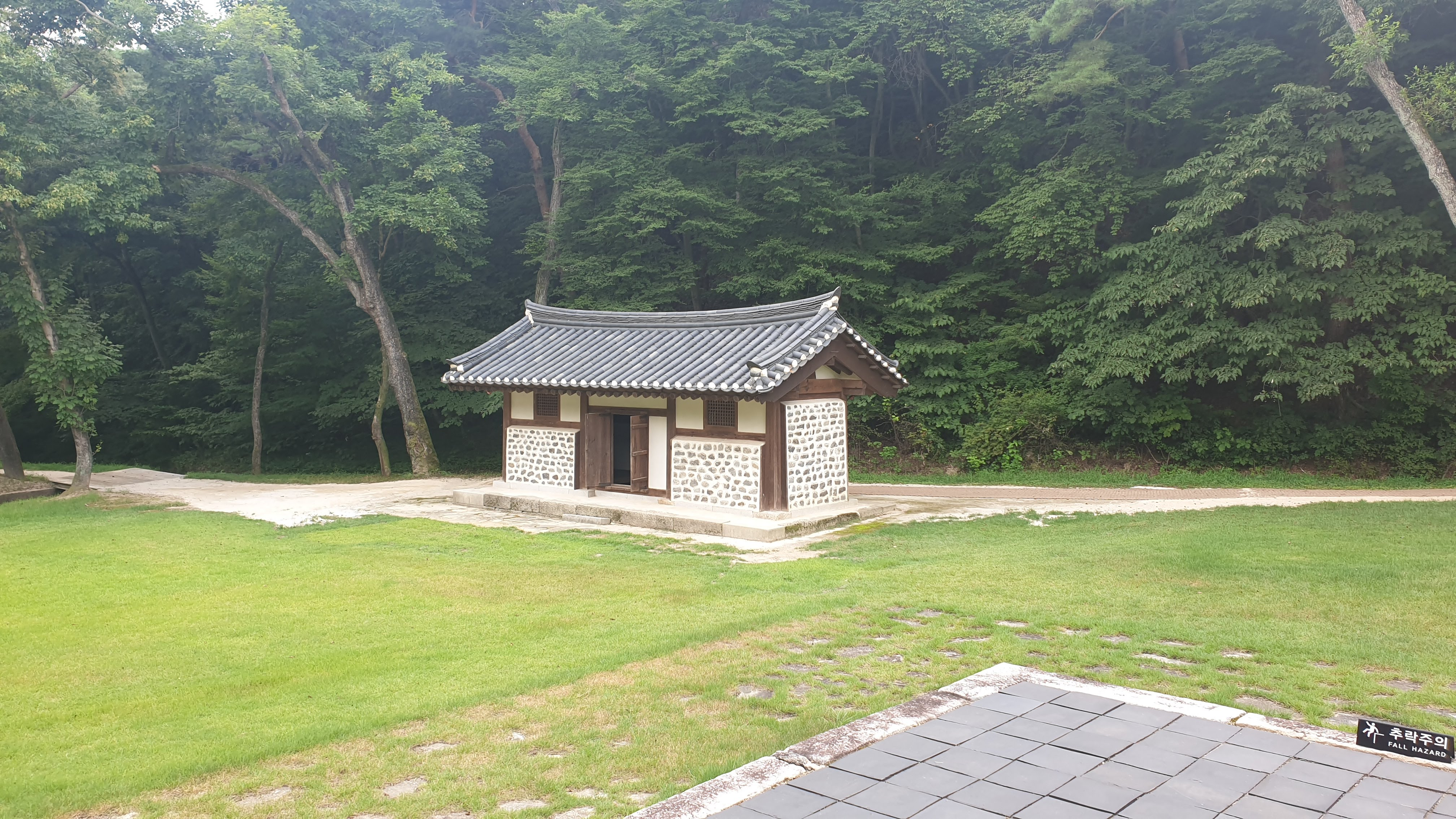
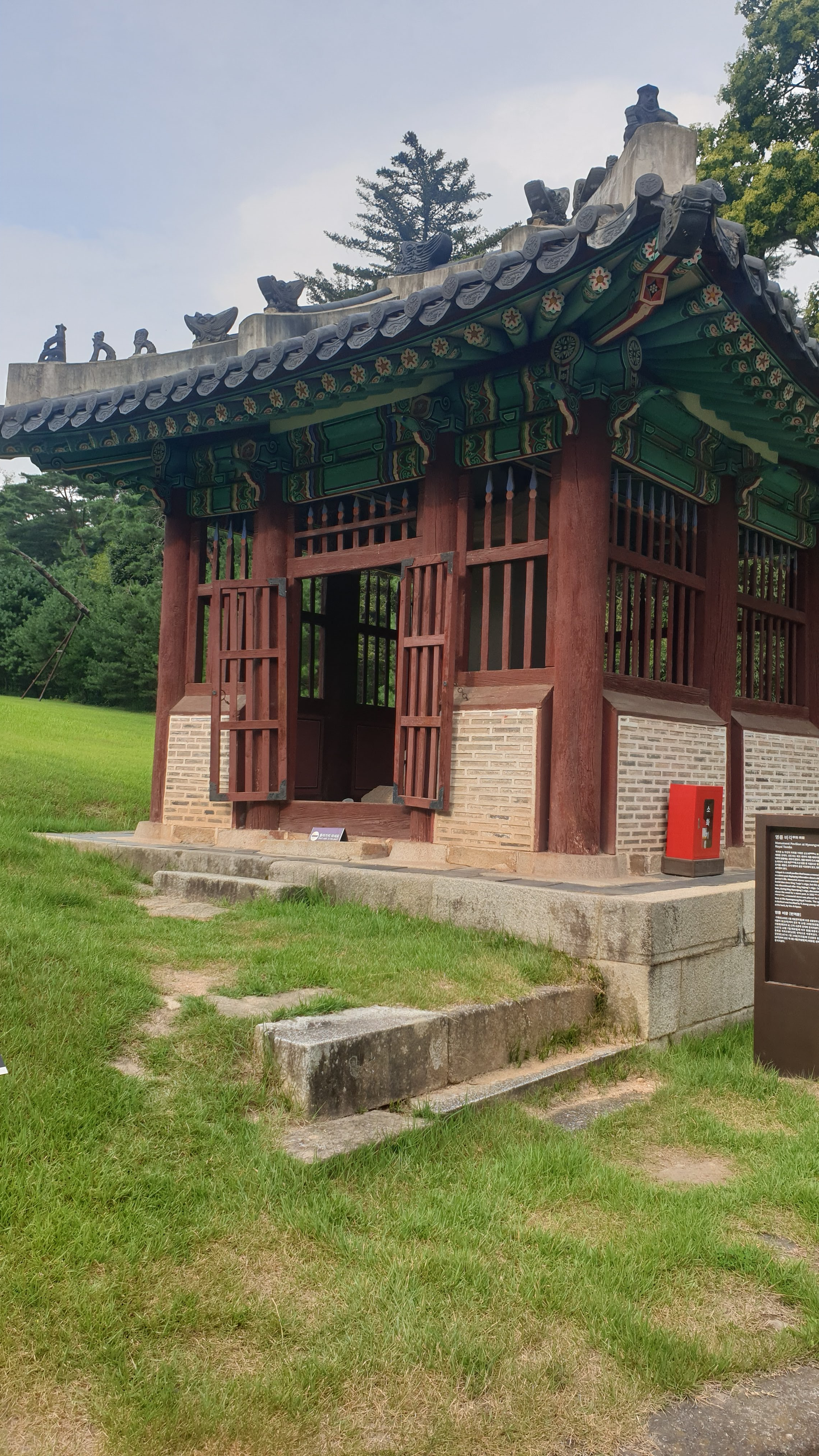
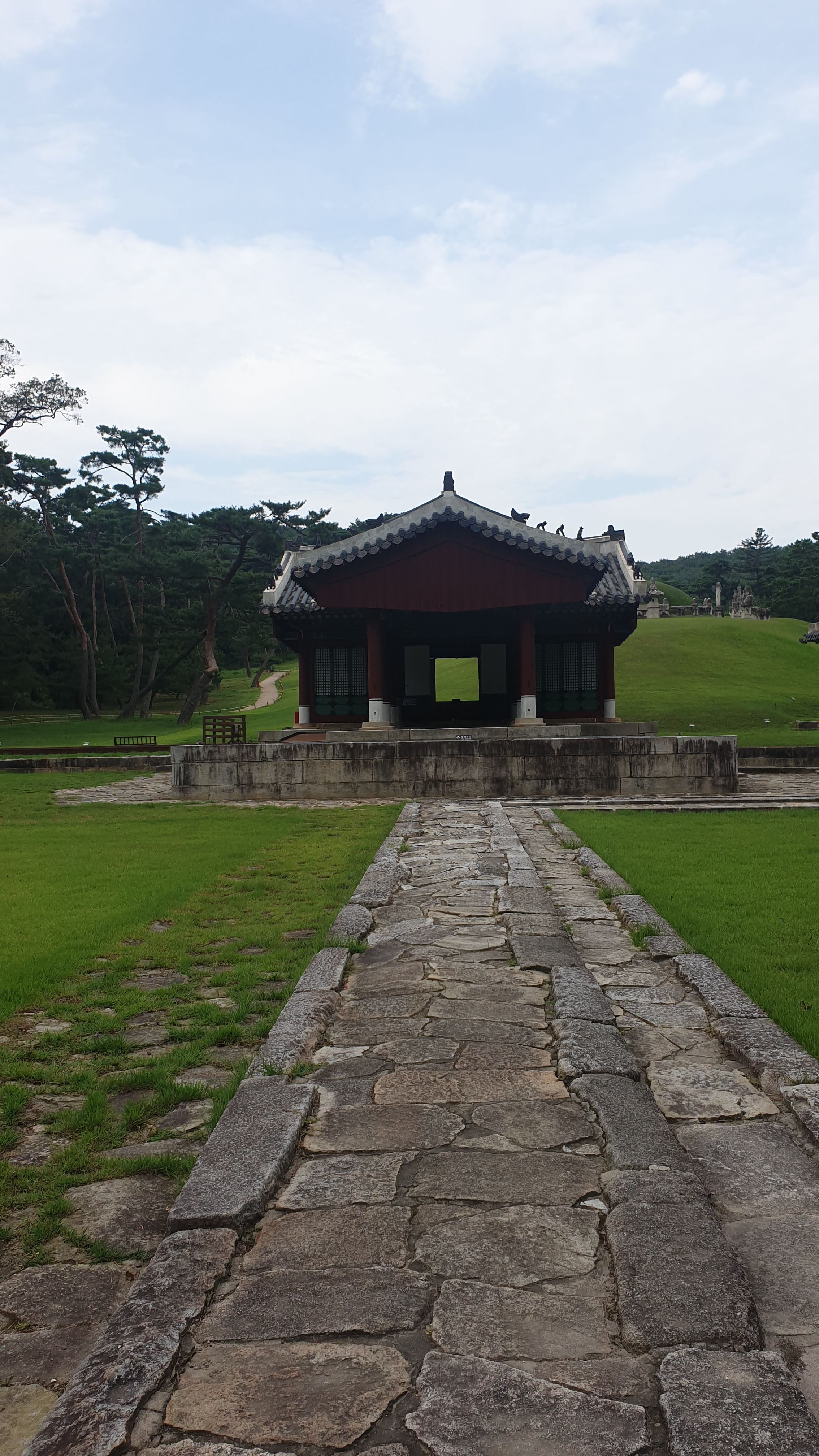
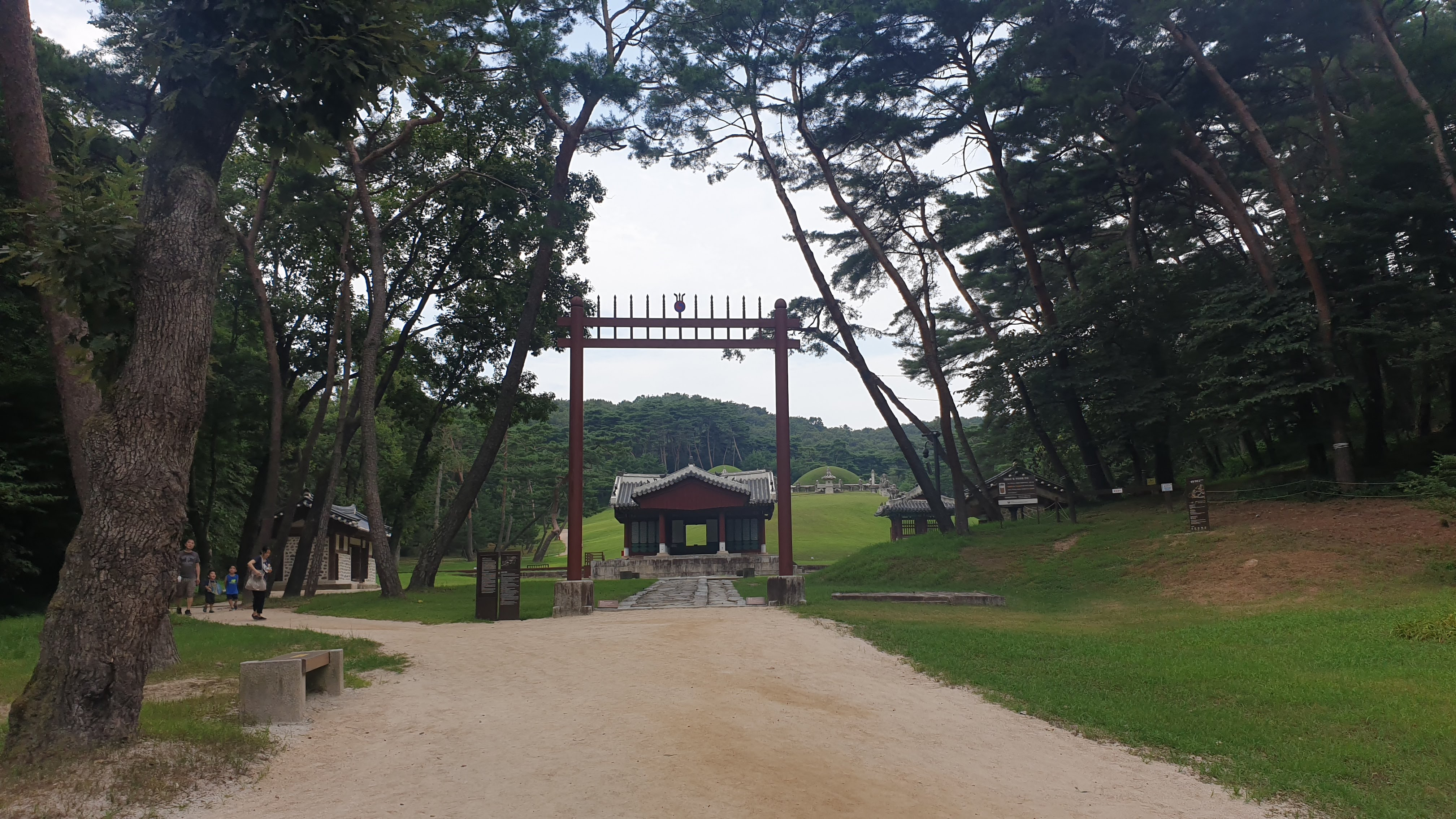
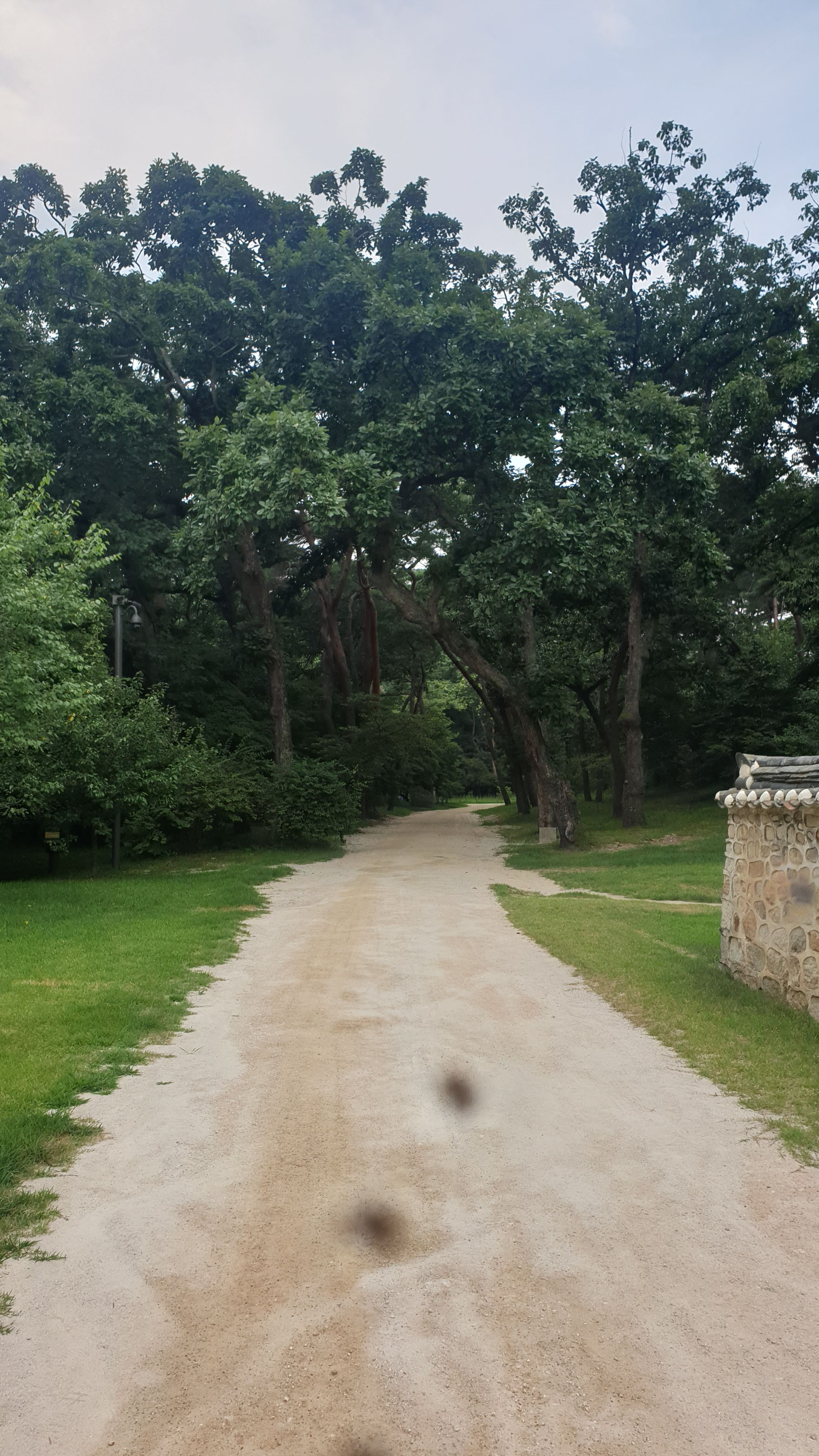

#### 효종대왕릉 영릉 재실

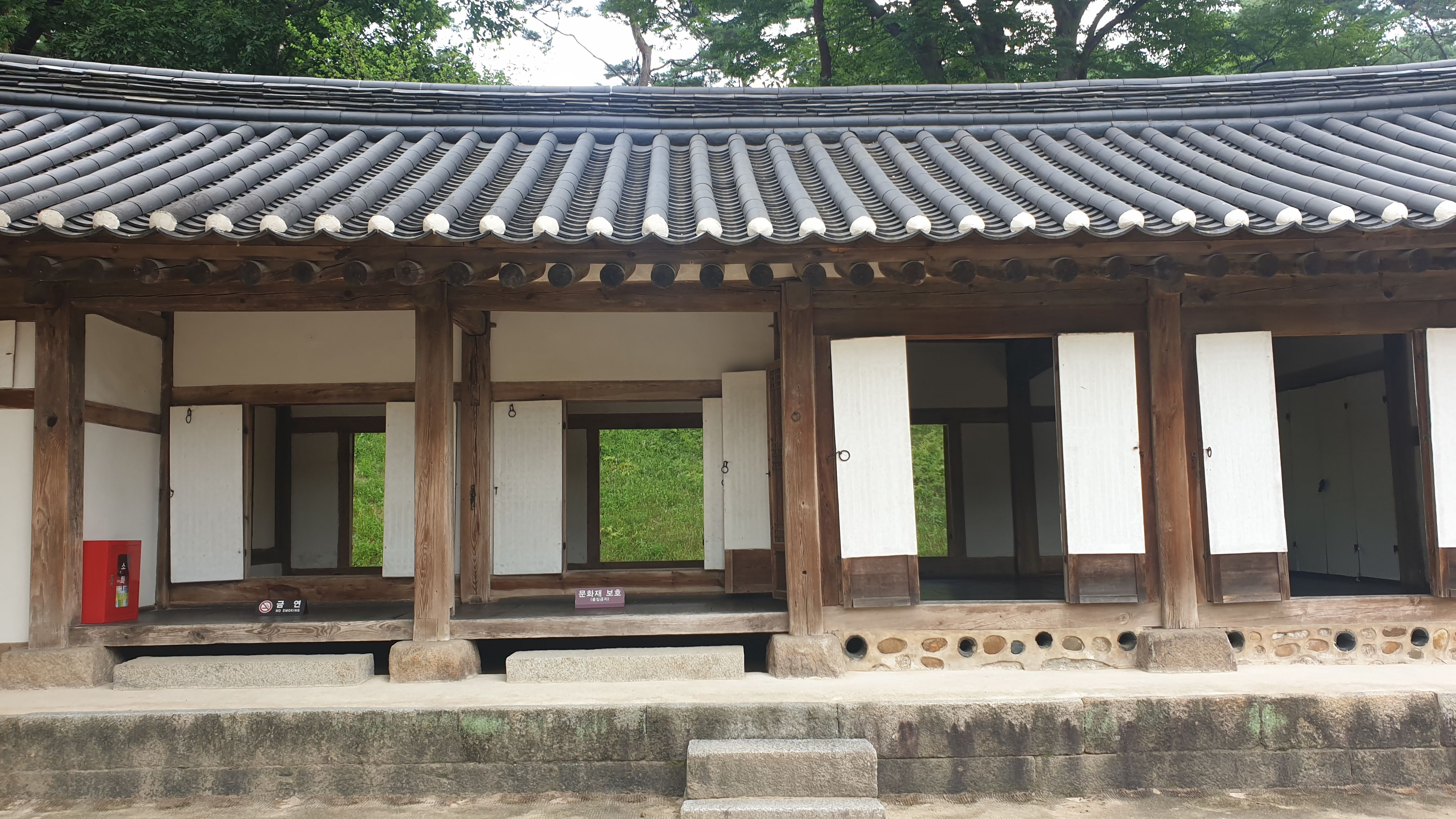
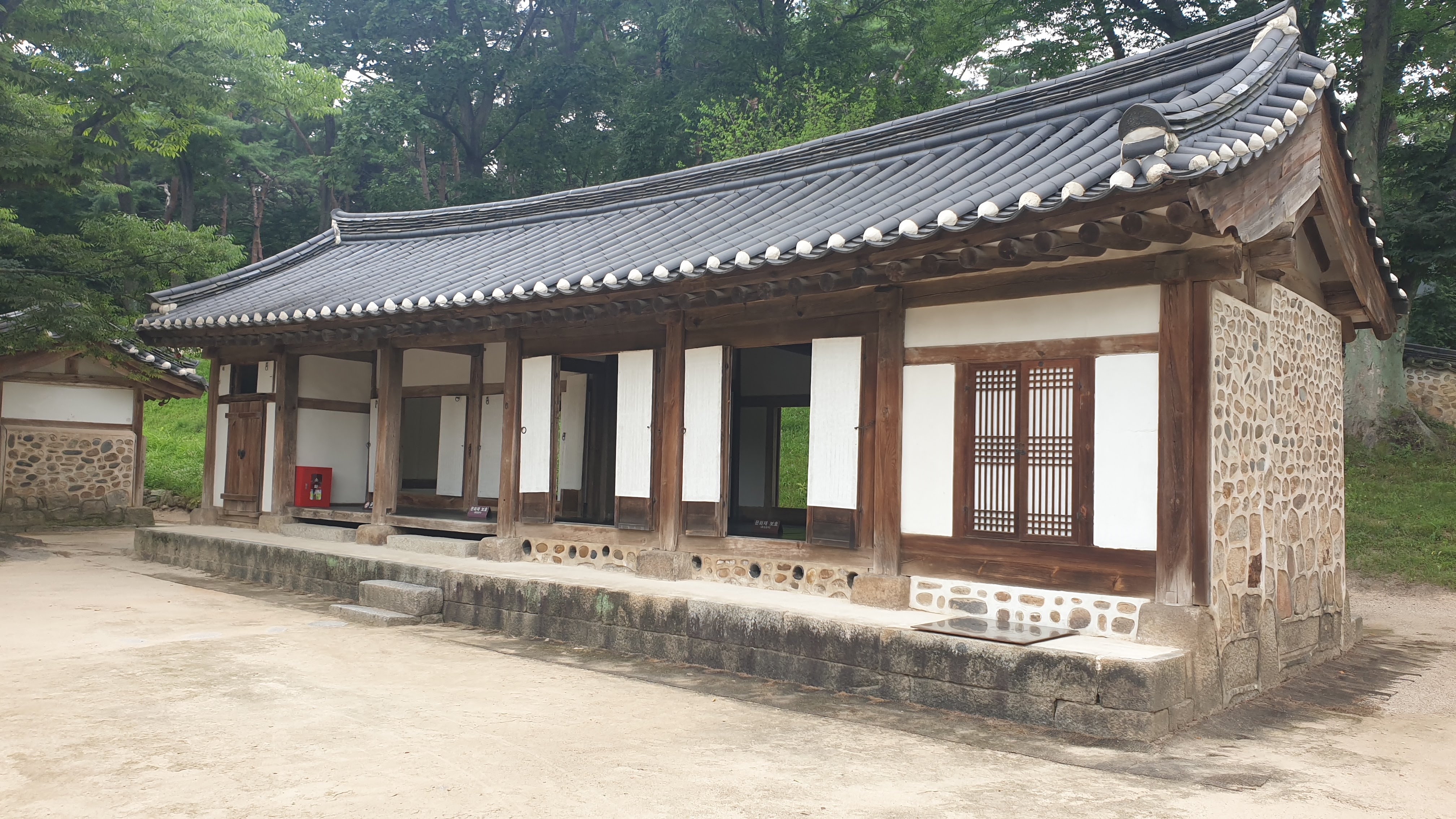
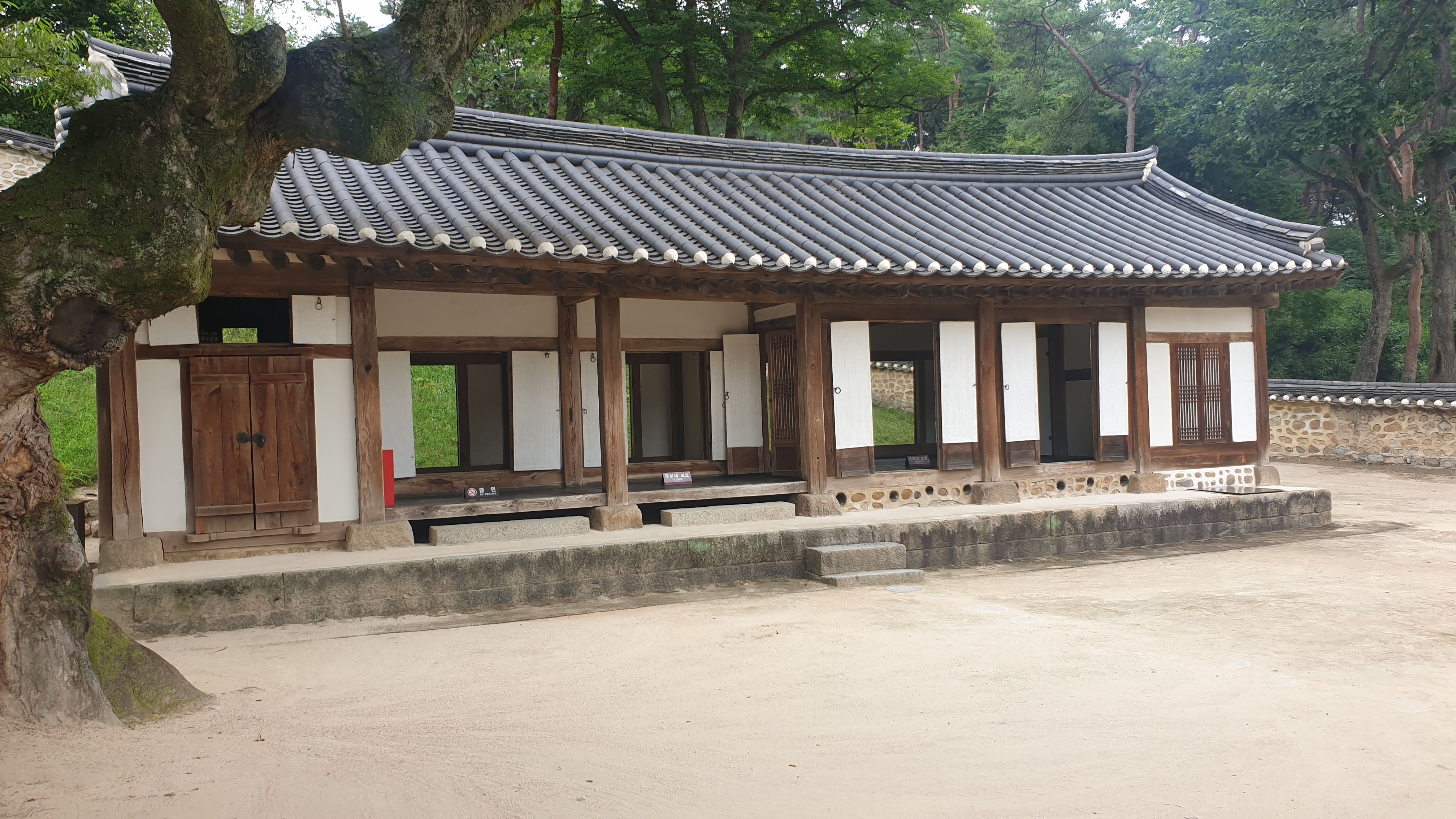
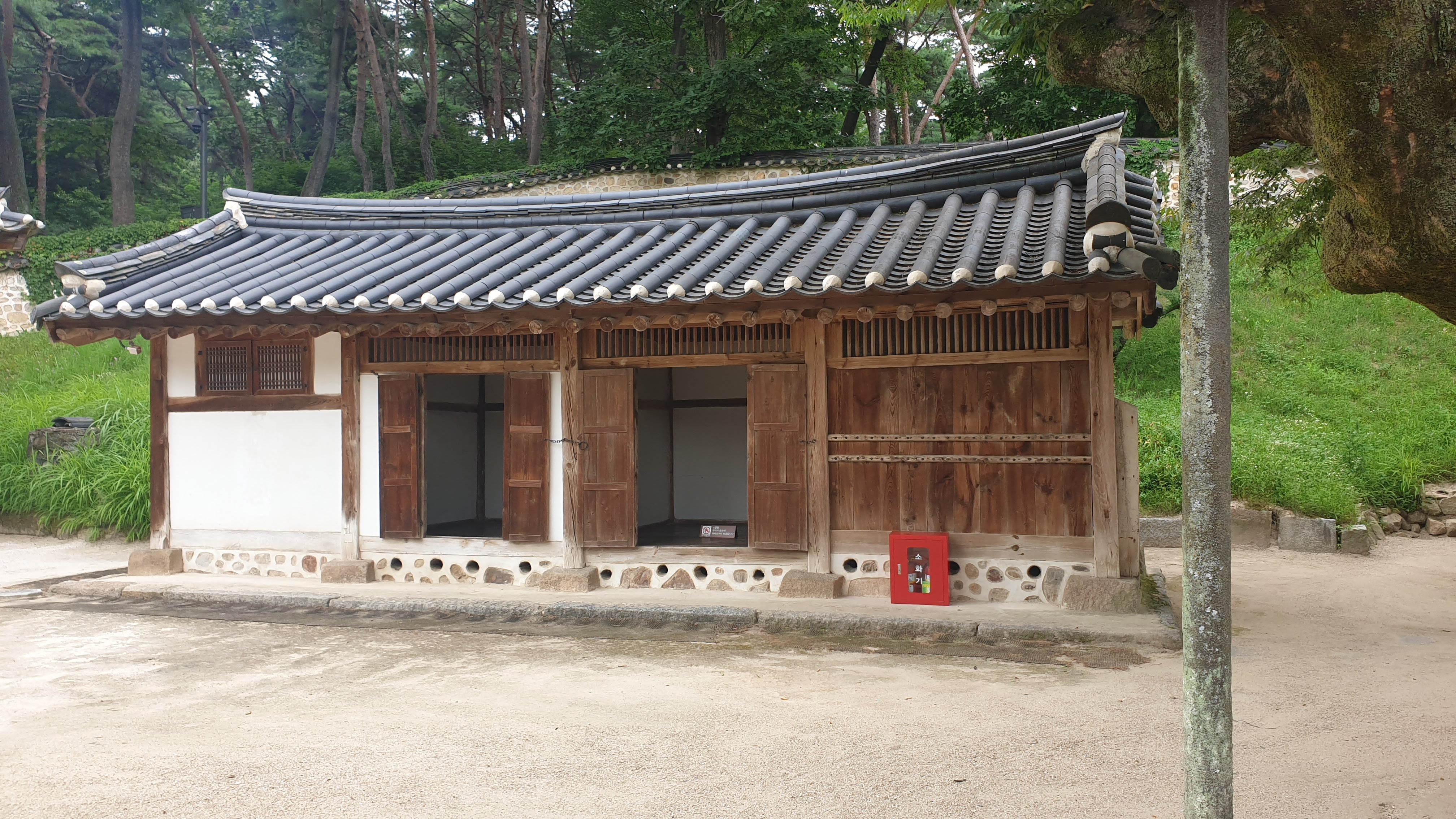
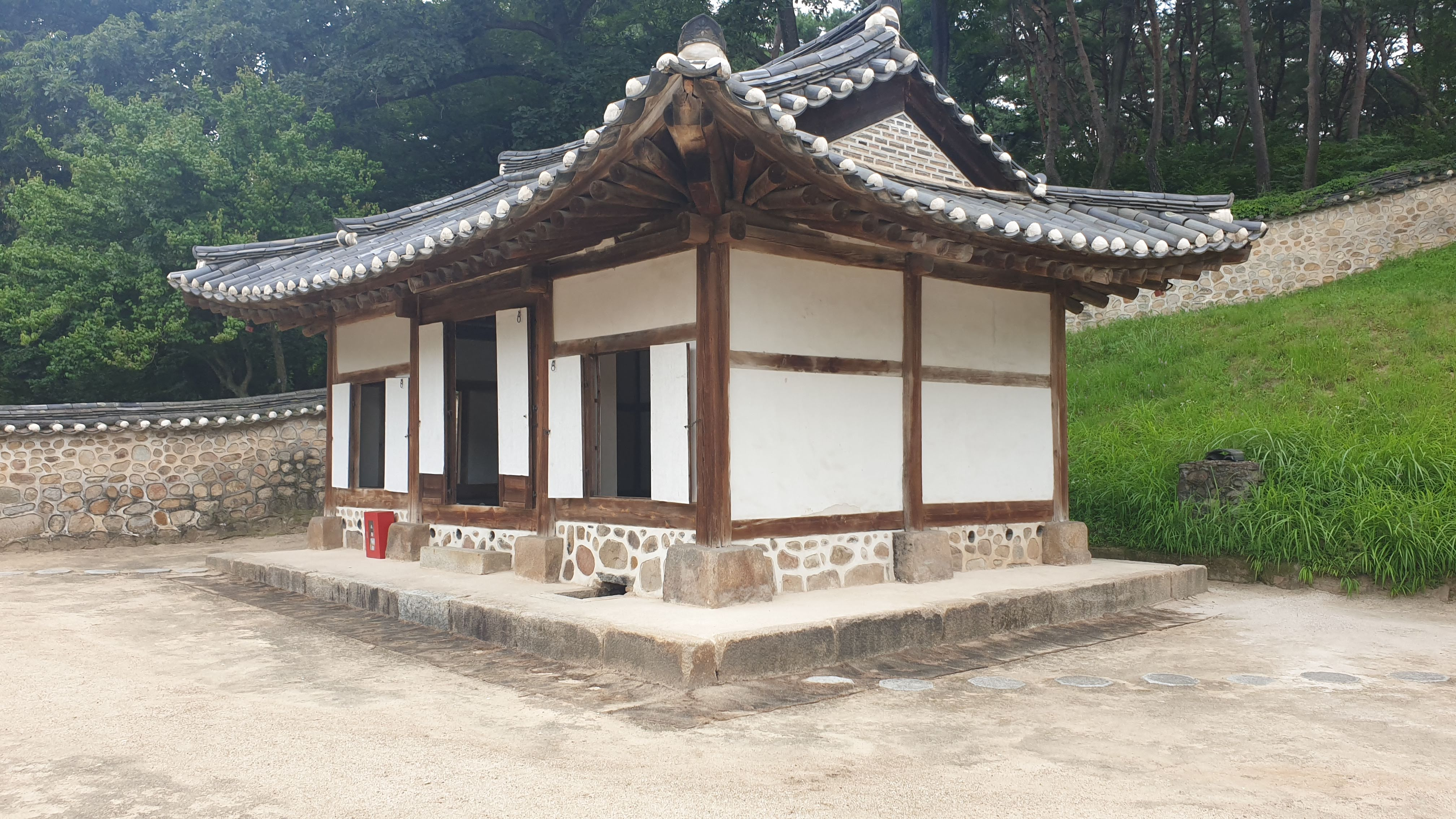
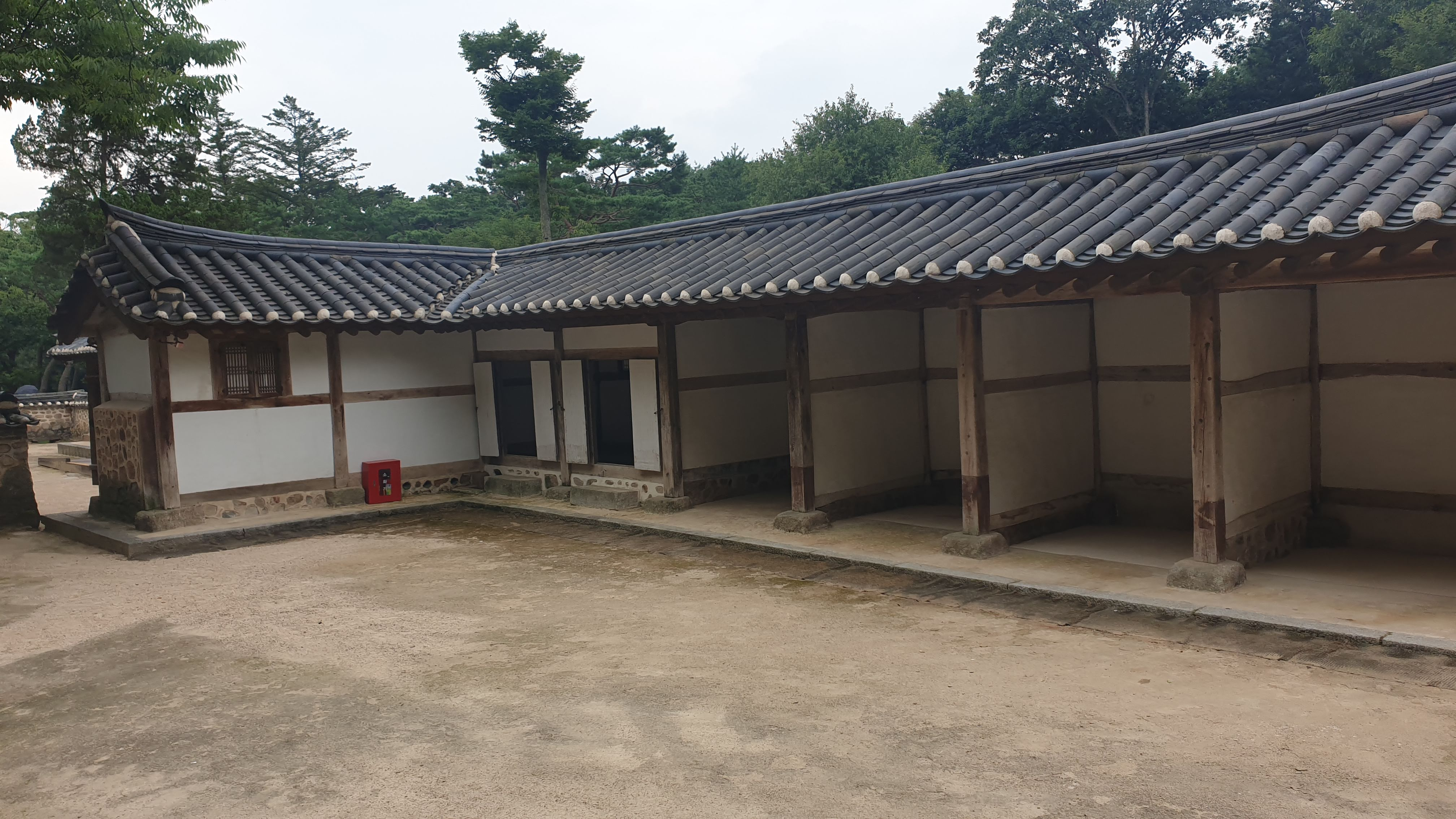
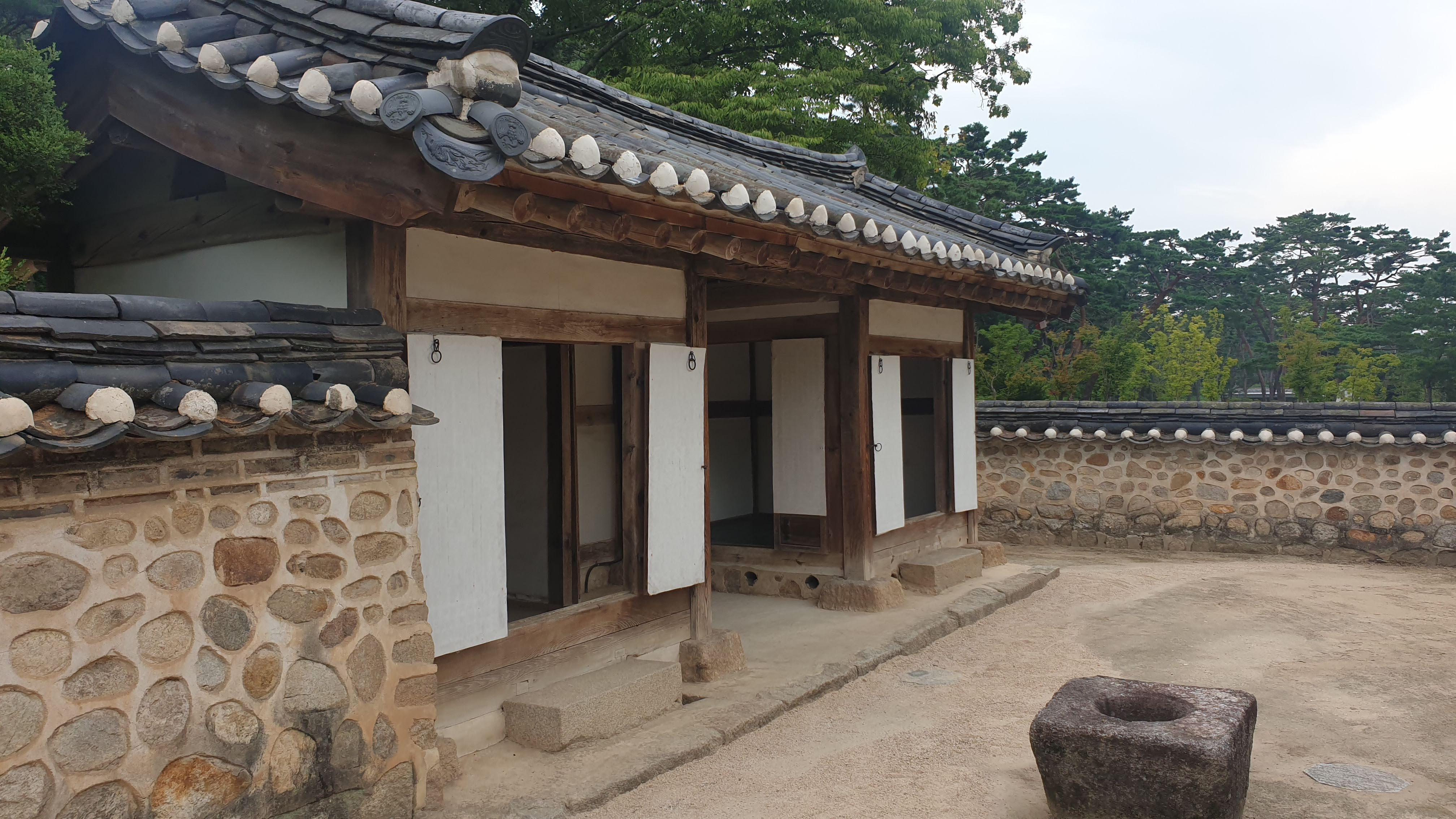
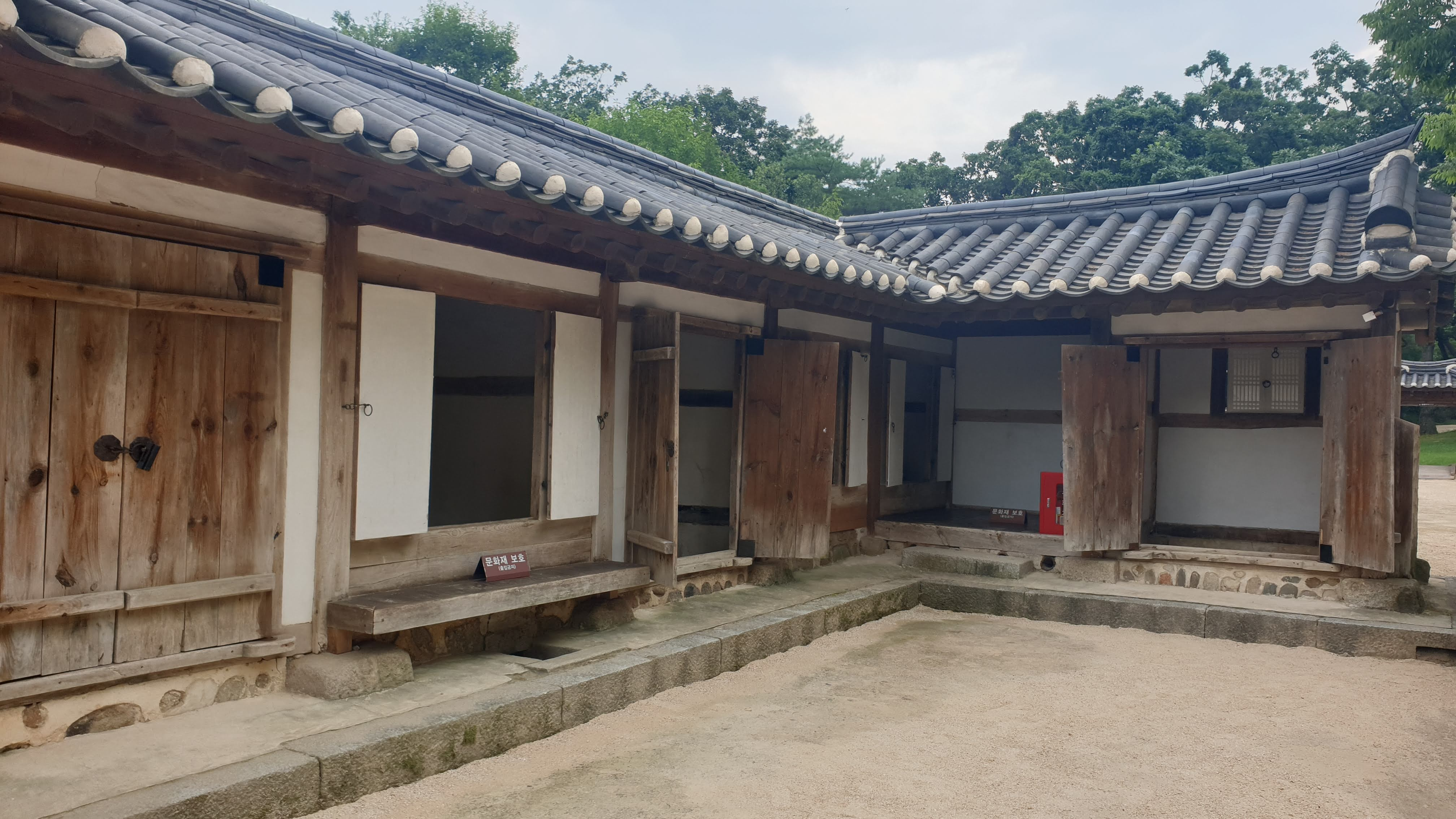
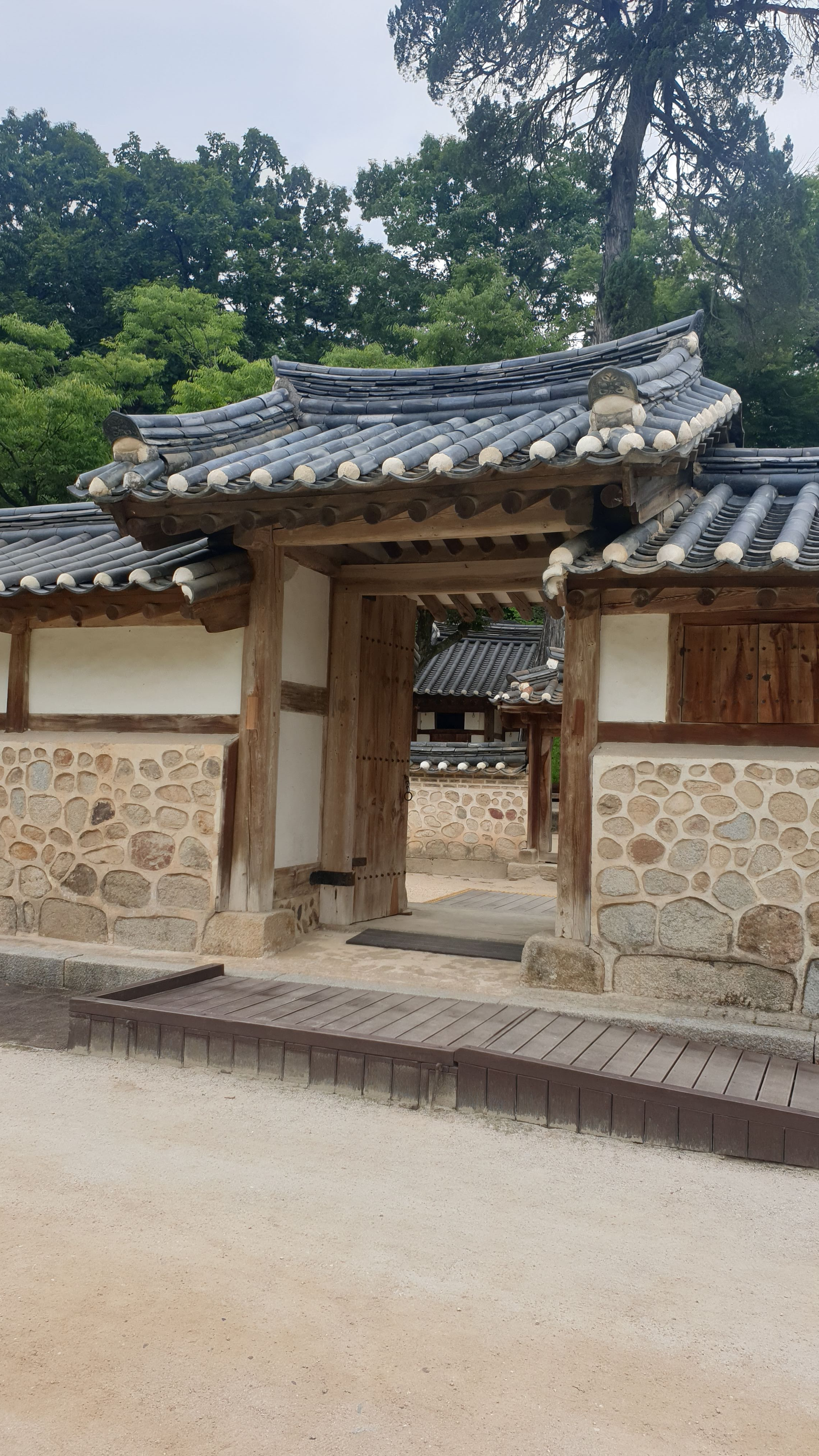
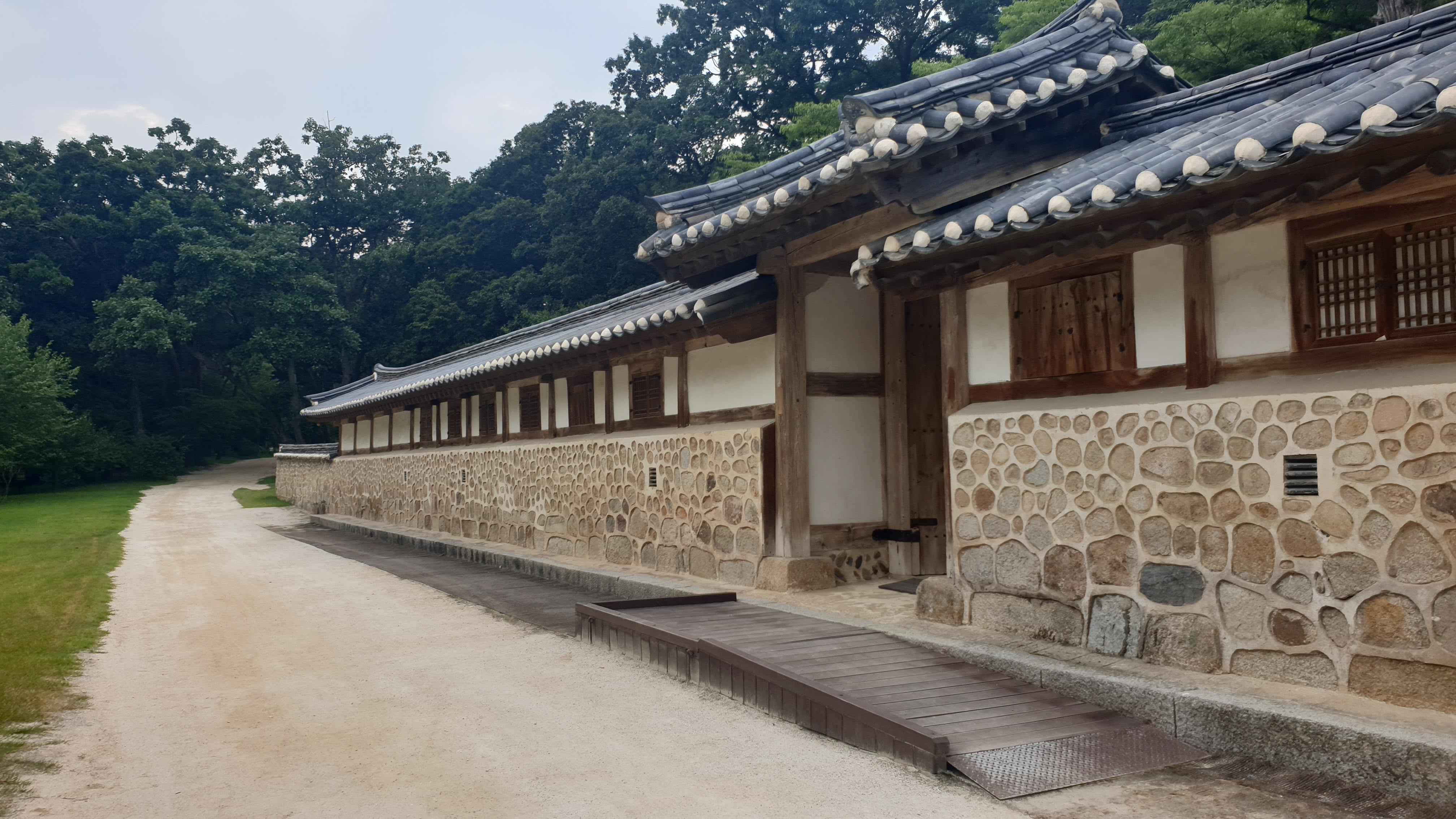
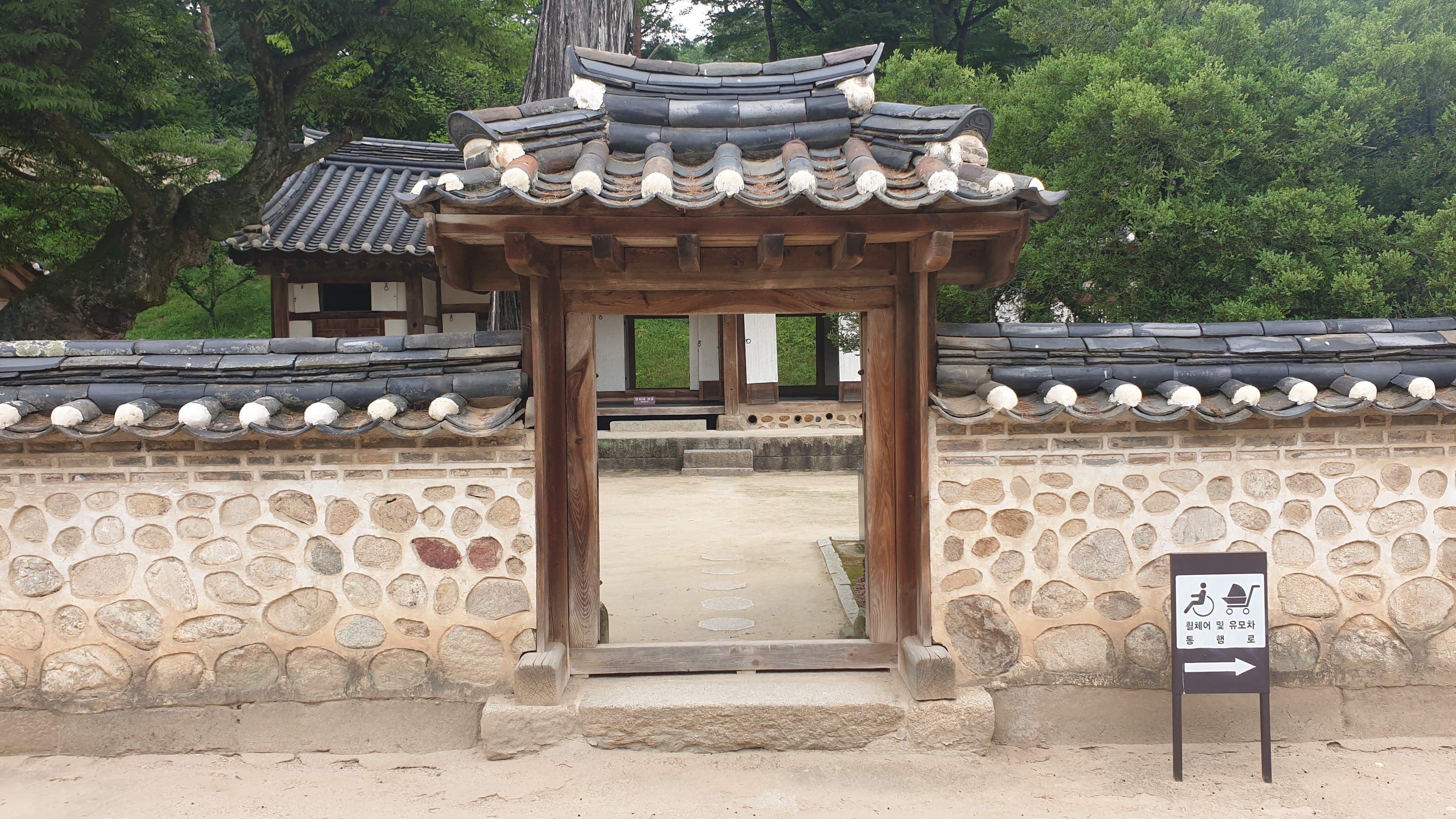
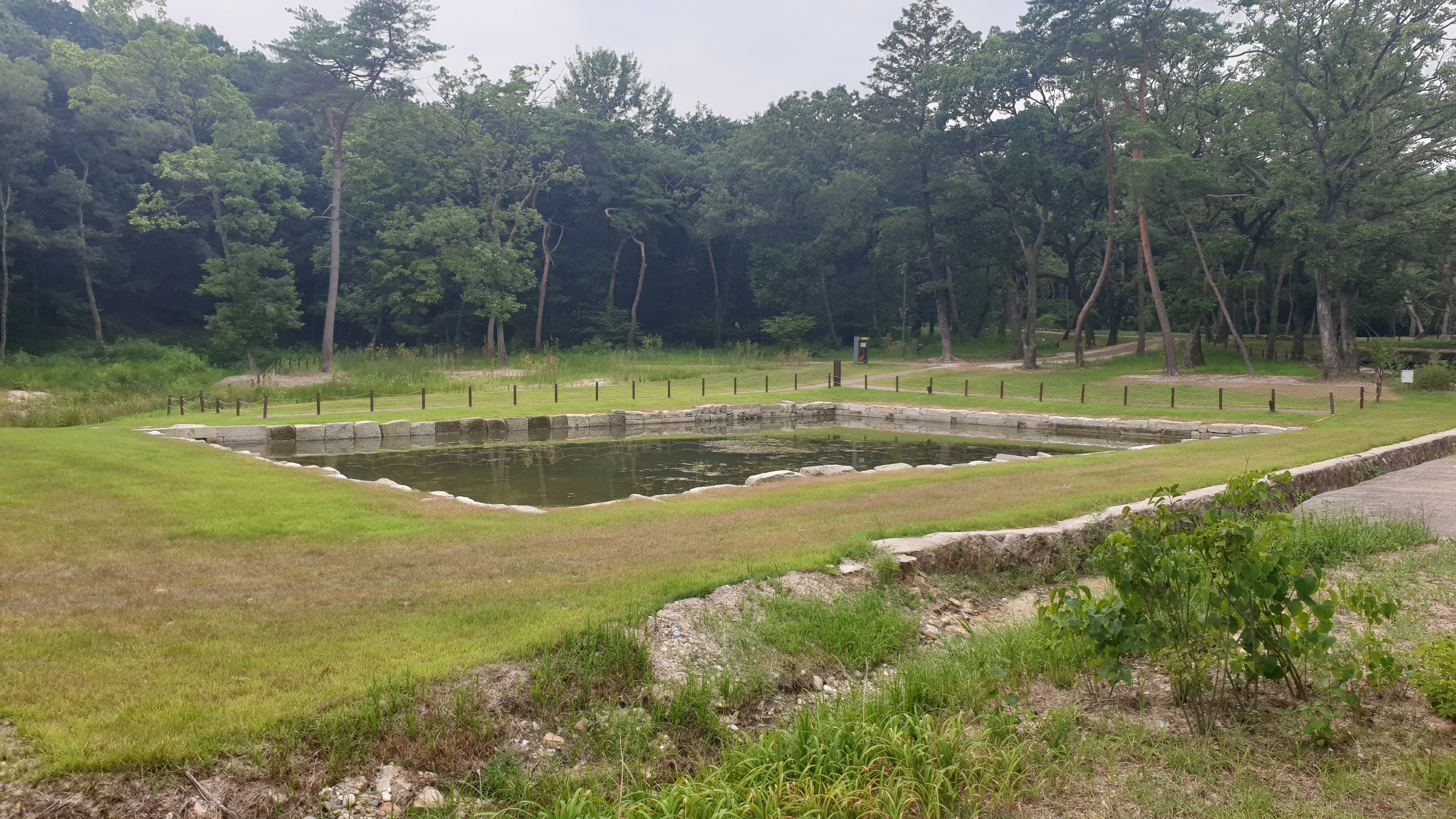
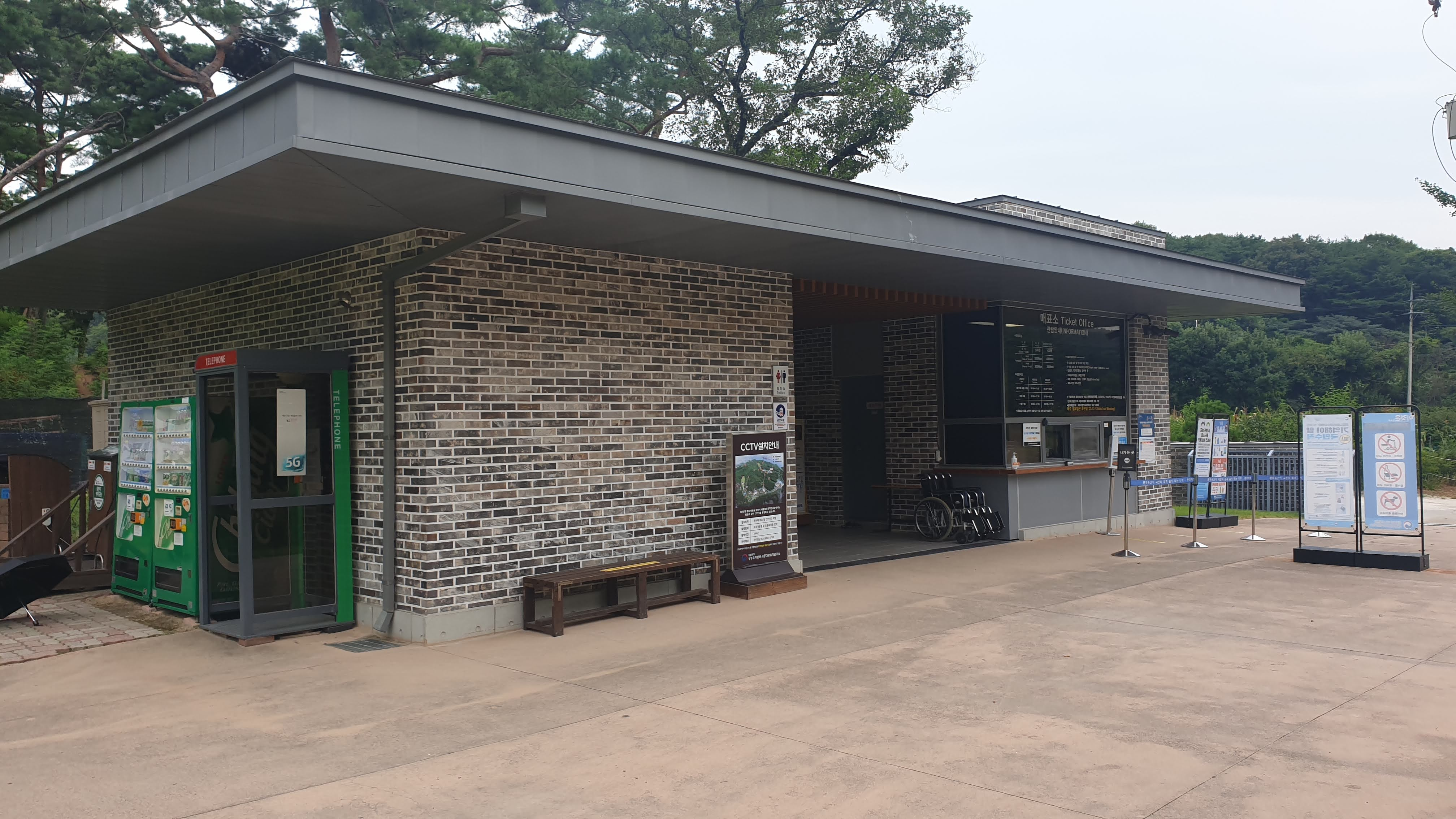
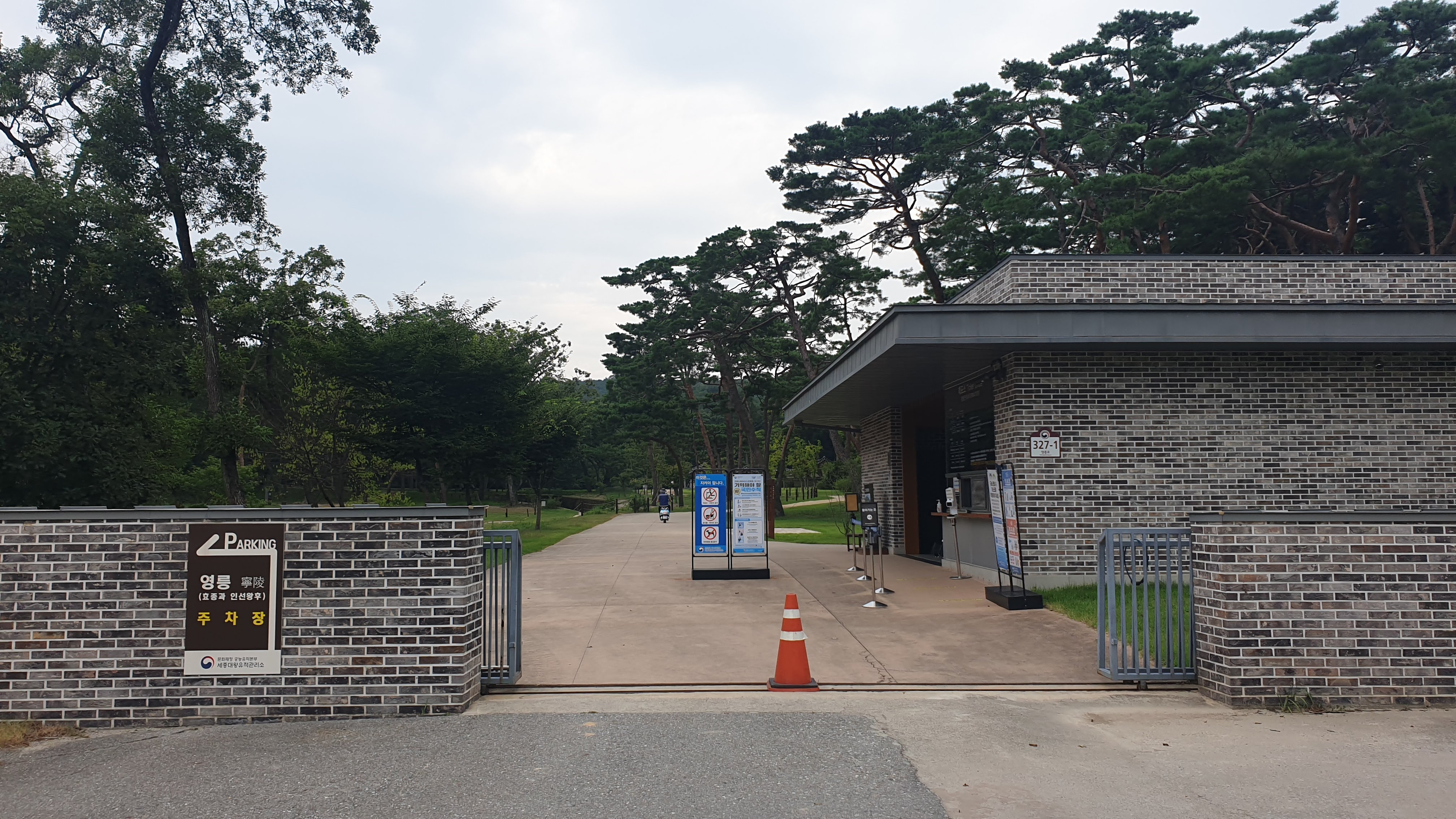

## 교통
● 수도권 전철 경강선 - 세종대왕릉역  ·  여주역

## 같이 보기
- 조선 왕릉
- 서울 세종 영릉 신도비 (보물 제1805호)

## 참고 자료
- 영녕릉 - 국가유산청 국가유산포털